# Time Warner Interactive's V.R. Virtua Racing
Time Warner Interactive's V.R. Virtua Racing (バーチャレーシング セガサターン, Virtua Racing Sega Saturn), orthographié Time Warner Interactive's VR Virtua Racing en Amérique du Nord, est un jeu vidéo de course automobile sorti exclusivement sur Sega Saturn en 1995. Il a été développé et édité par Time Warner Interactive.
Le jeu fait partie de la série Virtua Racing, dont il constitue le seul épisode sur Saturn et le troisième à voir le jour sur une console de salon après Virtua Racing Deluxe sur Mega Drive 32X ; il est également le premier titre de la franchise à ne pas être développé par Sega.

## Réception

### Postérité
En février 1998, le magazine britannique Saturn Power dresse un « top 100 » des jeux Saturn européens et positionne Time Warner Interactive's V.R. Virtua Racing à la 94e place, derrière Discworld ; le jeu est cependant exclu du « top 5 » des meilleurs jeux de course de la console.